# Ontake-san (Tochigi)
Der Ontake (jap. 御嶽山, Ontake-san) der Präfektur Tochigi ist eine 162 m hohe Anhöhe in der rund 13.000 Einwohner zählenden Gemeinde Ichikai (市貝町) im Landkreis Haga (芳賀郡). Die Erhebung liegt nordöstlich der Bahnstation Tadara (多田羅) der Mooka-Eisenbahnlinie (真岡鐵道), die seit 1994 auf ihrer eigenen Nebenbahnstrecke sowie im Verleih zwei Dampflokomotiven fahren lässt.